# Mohammed Timúmi
Mohammed Timúmi (arabul: محمد التيمومي); Rabat, 1960. augusztus 25. –) marokkói válogatott labdarúgó. 2006-ban a CAF beválogatta az elmúlt 50 év 200 labdarúgója közé. 1985-ben az év labdarúgójának választották Afrikában. 

## Pályafutása

### Klubcsapatban
Rabatban született. 1978 és 1984 között az US Touarga csapatában játszott. 1984 és 1986 között a FAR Rabat játékosa volt, melynek tagjaként 1984-ben megnyerte a marokkói bajnokságot. Az 1986–87-es szezont a spanyol Real Murcia együttesénél töltötte. 1987 és 1989 között a belga Lokerent erősítette. Később játszott még a Huribga (1989–90), az El-Szuvajk (1990–93), az Olympique de Casablanca (1993–94) és a FAR Rabat (1994–95) csapatában.

### A válogatottban
1979 és 1990 között 63 alkalommal játszott a marokkói válogatottban és 10 gólt szerzett. Tagja volt az 1980-as afrikai nemzetek kupáján bronzérmes válogatott keretének, emellett részt vett az 1984. évi nyári olimpiai játékokon, az 1986-os afrikai nemzetek kupáján és az 1986-os világbajnokságon, ahol a marokkóiak összes mérkőzésén kezdőként lépett pályára.

## Sikerei, díjai
FAR Rabat
- Marokkói bajnok (1): 1983–84
- CAF-bajnokcsaptok-Afrika-kupája győztes (1): 1985
- Afro-ázsiai klubok kupája győztes (1): 1986

Marokkó
- Afrikai nemzetek kupája bronzérmes (1): 1980

Egyéni
- Az év afrikai labdarúgója (1): 1985